# Прованса
Прованса је бивша римска провинција и бивши регион Француске, који је данас део региона Прованса-Алпи-Азурна обала.
Налази се на југоистоку Француске и граничи се са Италијом. Прованса је добила име по речи провинција, јер је била једна од првих римских провинција ван италијанског тла. Римљани су је називали наша провинција. 

## Историја
Прованса је настањена од античких времена. У античко време насељавали су је Лигурци, а касније Келти. Обални појас су око 600. п. н. е. населили Грци и Феничани. Масалија (тадашњи Марсељ) је постао један од највећих трговачких градова Медитерана. Постепено су је населили Римљани од 2. века пре нове ере, тако да је 120. п. н. е.иста претворена у једну од римских провинција.
Хришћанство је дошло јако рано у Провансу и до 3. века регија је вила покрштена, и а током 4. века и касније изграђени су бројни манастири и цркве. Након пада Западног римског царства Прованса је прошла јако лоше, јер је била изложена сталним инвазијама. Најпре је то била инвазија Визигота у 5. веку, затим Франака у 6. веку и Арабљана у 8. веку. Осим тога било је сталних напада берберских пирата.
Верденским споразумом из 843. године Прованса је припала Лотару I. Новом деобом из 855. године Прованса припада његовом сину Шарлу од Провансе до 863. године. Лотаров син Луј II Млади је био краљ Провансе од 863 до 875. године. После тога Провансом кратко влада Карло Ћелави. Босо Провансалски је владао Провансом од 879. до 887. године. Луј Слепи је владао од 890. до 928. године.
Од 1032. до 1246. била је део Светог римског царства. Прованса је 1246. постала феуд француске круне, а у поседу Анжујаца. После смрти Шарла IV, војводе од Анжуа 1481. Провансу је наследио Луј XI. Постала је француски краљевски посед 1486. Постојале су унутар Провансе и значајне енклаве.- оранж је био под контролом куће Оранж-Насау до 1672. 
Регион Комтат са центром у Авињону био је под папском влашћу до 1791. Ница и Ментон су тек од 1860. у Прованси.

## Географија
Прованса се граничи са Алпима и Италијом на истоку и реком Роном на западу, а са Медитераном на југу. Јако је разнолика по топографији, тако да се око реке Роне налазе плодне равнице, на истоку се налазе високе планине, а мочваре постоје на југу. Кнежевина Монако се налази између Нице и Италије. Марсељ, Екс ан Прованс, Авињон и Арл представљају значајне градове. Марсељ је највећи град Провансе и други или трећи град у Француској.

## Галерија Провансе
- Мон Ванту и поље лаванде.
- Стара лука Марсеја.
- Трг Републике у Арлу.
- Мути Сент Мари, у Горњој Прованси.
- Обичан пут у Прованси оивичен платановим дрвећем.
- Фламингоси у Кармагу.